# Solina Nyirahabimana
Solina Nyirahabimana là một nhà ngoại giao và chính trị gia Rwanda, từng giữ chức Bộ trưởng Nội các Giới và Gia đình trong nội các Rwanda, kể từ ngày 18 tháng 10 năm 2018.
Bà Nyirahabimana từng là Đại sứ của Rwanda tại Thụy Sĩ, trước khi bà được triệu hồi vào năm 2013.